# Gagrella ceylonensis
Gagrella ceylonensis is een hooiwagen uit de familie Sclerosomatidae.